# Helen Hopekirk
Helen Hopekirk, née le 20 mai 1856 près d’Édimbourg et morte le 19 novembre 1945 à Cambridge, est une pianiste et compositrice écossaise qui a vécu et travaillé à Boston.

## Œuvres
- Piano Concerto in D major
- Serenata
- Blows the wind to-day (texte : Robert Louis Stevenson)
- Eilidh my Fawn (in Five Songs) (texte : William Sharp)
- From the Hills of Dream (in Six Poems by Fiona Macleod) (texte : William Sharp)
- Hushing song (in Five Songs) (texte : William Sharp)
- Mo-lennav-a-chree (in Five Songs) (texte : William Sharp)
- On bonnie birdeen (in Six Poems by Fiona Macleod) (texte : William Sharp)
- Requiescat (texte : Matthew Arnold)
- Sag ich ließ sie grüßen (in Five Songs) (texte : Heinrich Heine)
- St. Bride's lullaby (in Six Poems by Fiona Macleod) (texte : William Sharp)
- The Bandruidh (in Five Songs) (texte : William Sharp)
- The bird of Christ (in Six Poems by Fiona Macleod) (texte : William Sharp)
- The lonely hunter (in Six Poems by Fiona Macleod) (texte : William Sharp)
- The sea hath its pearls (in Five Songs) (texte : Henry Wadsworth Longfellow d’après Heinrich Heine)
- There was an ancient monarch (in Five Songs) (texte : d’après Heinrich Heine)
- Thy dark eyes to mine (in Five Songs) (texte : William Sharp)
- When the dew is falling (in Six Poems by Fiona Macleod) (texte : William Sharp)

## Discographie
- Piano Music Gary Steirgerwalt, piano. Toccata Classics TOCC 0430 2017